# George Gordon, V conte di Huntly
George Gordon, V conte di Huntly (1534 – Strathbogie, 19 ottobre 1576), è stato un nobile scozzese.

## Biografia
Era il secondogenito di George Gordon, IV conte di Huntly, e di sua moglie Elizabeth Keith.

## Carriera
È stato sceriffo di Inverness nel 1556. Come capitano di Aviemore, era stato incaricato di consegnare le lettere per Maria di Guisa, da Edimburgo, per tutta l'estate del 1556.
Tuttavia, è stato arrestato e condannato a morte per tradimento nel 1563. È stato imprigionato a Dunbar Castle fino al matrimonio di Maria Stuarda, regina di Scozia.
Si alleò con il cognato, James Hepburn, IV conte di Bothwell, marito di sua sorella Jean, e si unì a Maria a Dunbar dopo l'omicidio di Rizzio, nel 1566. Egli divenne Lord Cancelliere di Scozia nel 1567.
I suoi beni furono completamente restaurati dopo l'assoluzione di Bothwell nel 1567.

## Matrimonio
Il 12 marzo 1558, sposò Anne Hamilton, figlia di James Hamilton, II conte di Arran e duca di Châtellerault. Ebbero quattro figli:
- Lady Jean Gordon (?-29 dicembre 1615), sposò George Sinclair, V conte di Caithness, da cui ebbe cinque figli.
- George, VI conte di Huntly (1562 - 13 giugno 1636), sposò lady Henrietta Stewart (1573 - 1642), dalla quale ebbe sette figli.
- Alexander Gordon (?-gennaio 1622), sposò lady Agnes Sinclair.
- William Gordon, monaco.

## Morte
Morì nel 1576 a Strathbogie.
| Controllo di autorità | VIAF (EN) 56528155 · LCCN (EN) nr98043463 |